# Ла-Брюфьер
Ла-Брюфьер (фр. La Bruffière) — коммуна на западе Франции, регион Пеи-де-ла-Луар, департамент Вандея, округ Ла-Рош-сюр-Йон, кантон Мортань-сюр-Севр. Расположена в 37 км к юго-западу от Нанта и в 47 км к северу от Ла-Рош-сюр-Йона, в 17 км от автомагистрали А83, на левом берегу реки Севр-Нантез. 
Население (2019) — 4 028 человек.

## Достопримечательности
- Церковь Святой Радегонды 1891 года в неороманском стиле
- Водонапорная башня высотой 60 м, одна из самых высоких в мире; построена в 1960 году, в то время была самой высокой водонапорной башней во Франции
- Шато Эшассери

## Экономика
Структура занятости населения:
- сельское хозяйство — 4,2 %
- промышленность — 56,2 %
- строительство — 6,0 %
- торговля, транспорт и сфера услуг — 18,6 %
- государственные и муниципальные службы — 15,0 %

Уровень безработицы (2019) — 7,1 % (Франция в целом —  12,9 %, департамент Вандея — 10,5 %). 

Среднегодовой доход на 1 человека, евро (2019) — 21 210 (Франция в целом — 21 930, департамент Вандея — 21 550).

## Демография
Динамика численности населения, чел.

## Администрация
Пост мэра Ла-Брюфьера с 2020 года занимает Жан-Мишель Брежон (Jean-Michel Bregeon). На муниципальных выборах 2020 года возглавляемый им правый список победил в 1-м туре, получив 68,51 % голосов.
| Период | Период | Фамилия           | Партия                                                                    | Примечания |
| ------ | ------ | ----------------- | ------------------------------------------------------------------------- | --- |
| 1965   | 1977   | Венсан Анскер     | Союз демократов в поддержку республики Объединение в поддержку Республики | промышленник, член Генерального совета департамента, депутат Национального собрания Франции, министр (1974-1977) |
| 1977   | 1995   | Мишель Фийодо     | Разные правые                                                             | |
| 1995   | 2001   | Жильбер Роже      |                                                                           | |
| 2001   | 2014   | Дени Муане        | Разные правые                                                             | |
| 2014   | 2020   | Андре Будо        | Разные правые                                                             | банковский служащий                                                                                              |
| 2020   |        | Жан-Мишель Брежон | Разные правые                                                             | технический специалист                                                                                           |

## Галерея

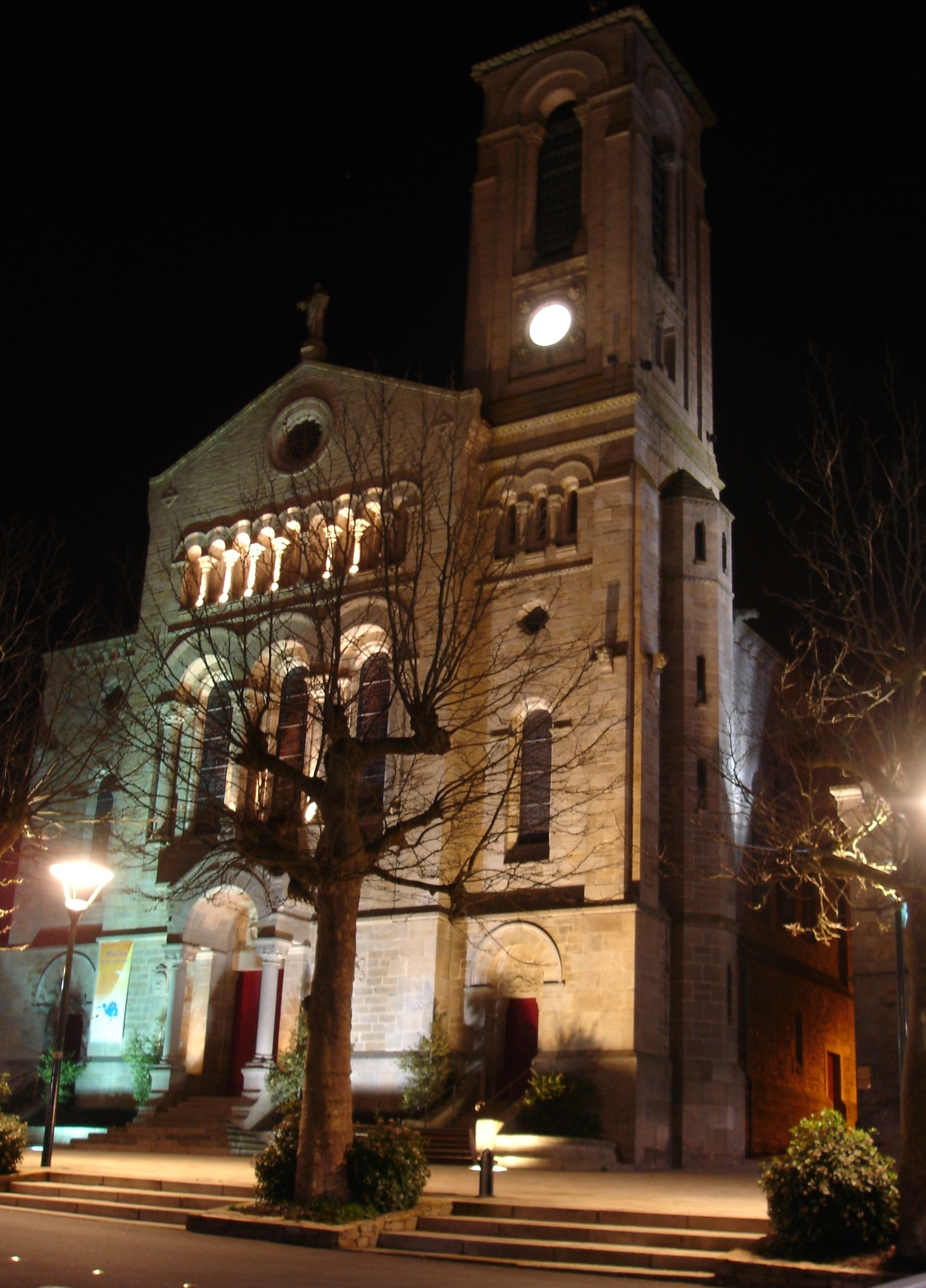
Церковь Святой Радегонды
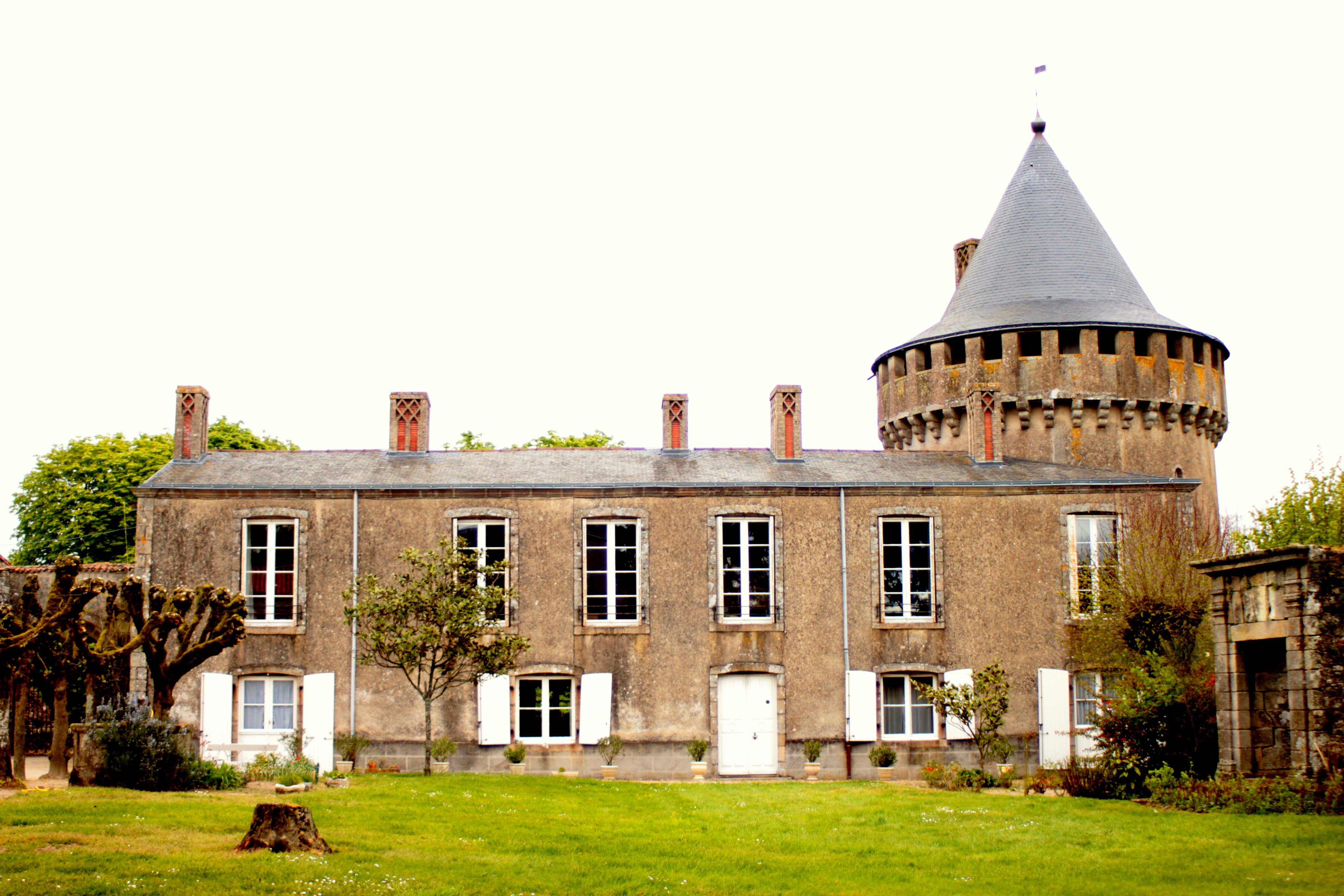
Шато Эшассери